# Kvicksilvertermometer

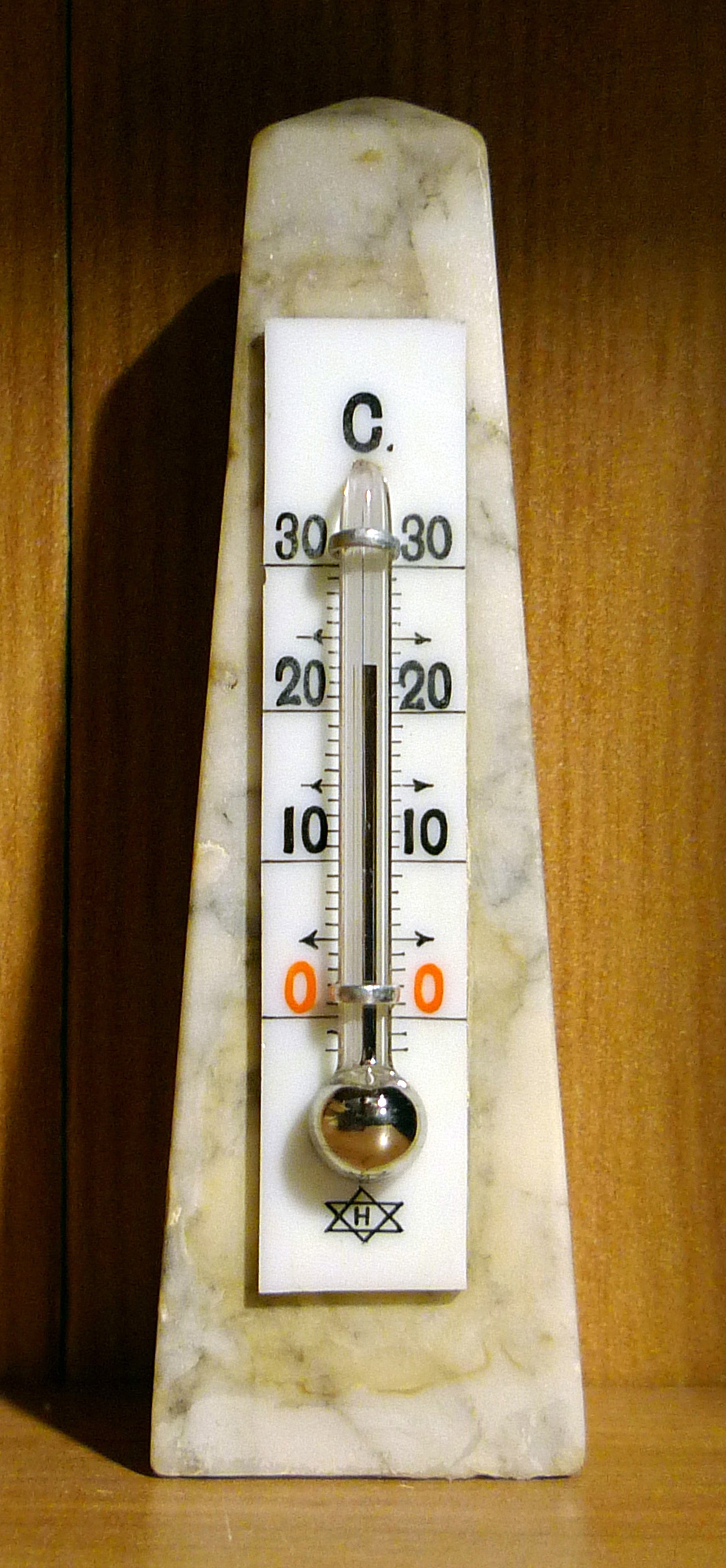
Kvicksilvertermometer för mätning av rumstemperatur.

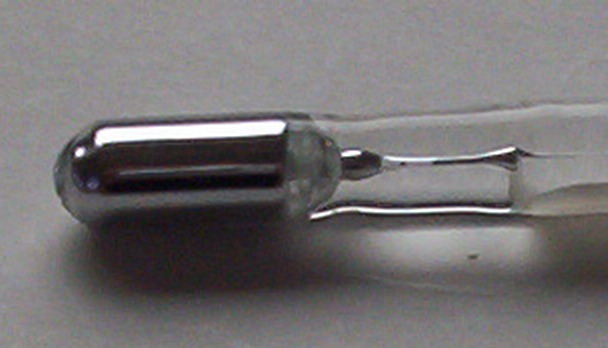
Närbild av kvicksilverkulan hos en kvicksilvertermometer.

Kvicksilvertermometer är en termometer vars funktion baseras på att kvicksilvers volym ökar med temperaturen. Den består av kvicksilver inneslutet i glas. Vanligtvis finns det mesta kvicksilvret i en bubbla i ena änden. Därifrån kan det expandera ut i en lång och mycket smal hålighet och även kontrahera därifrån. Eftersom expansionshålet är så smalt kan en liten procentuell utvidgning av hela kvicksilverbubblan resultera i en relativt lång förlängning av kolumnen i det smala hålet, vilket gör att temperaturskillnaderna blir någorlunda lätt avläsbara. Utrymmet i expansionshålet bortom kvicksilvret kan vara utfyllt med kväve eller vara helt tomt (vakuum). 
Kvicksilvertermometrar är inte tillåtna i Sverige längre eftersom kvicksilver (Hg) är giftigt och klassat som miljöfarligt. Kvicksilvertermometrar som kasseras ska behandlas som miljöfarligt avfall, det vill säga lämnas till någon miljöstation.

## Fotnoter
1. ↑  Förordningen (1998:944) om förbud m.m. i vissa fall i samband med hantering, införsel och utförsel av kemiska produkter, 9 §